# Drammensfjorden
Drammensfjorden munder ud i den vestlige side af den ydre del af Oslofjorden. Den strækker sig her fra nord og nordvestover. Inderst i fjorden har Drammenselven sit udløb. Der findes også byen Drammen, som har sit navn efter fjorden.
Fjorden er i høj grad omkranset af områder tilhørende Viken fylke, men i vest og sydvest ligger Vestfold og Telemark ind til fjorden. Landområdet på østsiden af fjorden kaldes Hurumhalvøen og skiller Drammensfjorden fra Oslofjorden.
Et stykke ude i fjorden, ved Svelvik i Vestfold på vestsiden og Verket i Hurum på østsiden, indsnævres fjorden til et smalt sund, hvor man kan krydse fjorden med en bilfærge. Indsnævringen, sammen med den vandrige Drammenselv, gør, at fjorden indenfor indeholder brakvand. På overfladen er vandet nærmest ferskt, hvilket gør badepladserne frie for brandmænd, men længere nede findes saltvand, så man også har saltvandsfisk som torsk, sej, flynder og makrel i fjorden. Overraskende nok er der også fundet et stort, næsten uskadt koralrev på 10-20 meters dybde i fjorden.
Drammensfjorden var for nogle tiår siden forurenet. Kloakrensning og ændring af industrien i Drammen har imidlertid ført til, at vandet nu er meget renere. Laks og søørred er derfor igen at finde i fjorden, Drammenselven, Lierelven og Åroselven. Drammensvassdraget er blandt Norges vigtigste områder for laks, men har haft problemer med parasitten Gyrodactylus salaris.
Drammensvassdraget er det tredjestørste elvsystem i Norge; det ligger i Oppland og Buskerud fylker og løber ud i havet med Drammenselven. Vandføringen ved udløbet er på ca. 300 m3/s.
Drammensfjorden er kendt fra norrøn tid under navnet Dramn eller Drofn, ord, som man tror, betyder «uklart vand» eller «bølger». Blandt andet fortæller Snorre Sturlason, at Olav den Hellige gemte sig for Knud den Store i en fjord, som hed Dramn. På denne tid stod vandet 4-5 meter højere, og fjorden strakte sig helt op til Hokksund.